# Cocconotus aratifrons
Cocconotus aratifrons är en insektsart som beskrevs av Brunner von Wattenwyl 1895. Cocconotus aratifrons ingår i släktet Cocconotus och familjen vårtbitare. Inga underarter finns listade i Catalogue of Life.